# Jules Vandooren
Jules Vandooren (Armentières, Francia, 30 de diciembre de 1908-Calais, Francia, 7 de enero de 1985) fue un futbolista francés que se desempeñó como defensor.
Vandooren jugó para el Olympique Lillois, Red Star FC y Stade de Reims, y fue parte de Francia en las Copas Mundiales de 1934 y 1938. Luego tuvo una larga carrera como entrenador en Francia y Bélgica.

## Equipos

### Como jugador
| Equipo                         | País    | Años      | PJ | Goles |
| ------------------------------ | ------- | --------- | -- | ----- |
| Olympique Lillois              | Francia | 1927-1939 | ?  | ?     |
| Red Star FC                    | Francia | 1939-1941 | ?  | ?     |
| Stade de Reims                 | Francia | 1941-1943 | ?  | ?     |
| Selección de fútbol de Francia | Francia | 1933–1942 | 22 | 0     |

### Como entrenador
| Equipo                   | País    | Años      |
| ------------------------ | ------- | --------- |
| Stade de Reims           | Francia | 1941-1943 |
| US Orléans               | Francia | 1943-1948 |
| SM Caen                  | Francia | 1949-1952 |
| Gent                     | Bélgica | 1952–1956 |
| US Orléans               | Francia | 1956-1959 |
| Lille                    | Francia | 1959-1961 |
| Tours Football Club      | Francia | 1961-1962 |
| Senegal                  | Senegal | 1961-1963 |
| UA Sedan-Torcy           | Francia | 1963-1964 |
| US Orléans               | Francia | 1964–1966 |
| Cercle Brugge            | Bélgica | 1966-1967 |
| Gent                     | Bélgica | 1967-1971 |
| Royal Excelsior Mouscron | Bélgica | 1971-1972 |

## Palmarés

### Como jugador
| Título                | Club              | Año  |
| --------------------- | ----------------- | ---- |
| Campeonato de Francia | Olympique Lillois | 1933 |

### Como entrenador
| Título                       | Club       | Año  |
| ---------------------------- | ---------- | ---- |
| Segunda División de Bélgica  | Gent       | 1968 |
| División de Honor del Centro | US Orléans | 1944 |
| División de Honor del Centro | US Orléans | 1945 |
| División de Honor del Centro | US Orléans | 1946 |
| División de Honor del Centro | US Orléans | 1947 |
| División de Honor del Centro | US Orléans | 1948 |
| Copa de Normandía            | SM Caen    | 1949 |
| Copa de Normandía            | SM Caen    | 1950 |
| División de Honor del Centro | US Orléans | 1957 |
| Juegos de amistad            | Senegal    | 1963 |